# Albert Serrán
Albert Serrán Polo (né le 17 juillet 1984 à Barcelone) est un footballeur espagnol qui joue au poste de défenseur.

## Carrière
À l'issue de la saison 2010-2011 qui voit la montée de Swansea en Premier League, son contrat n'est pas prolongé et le joueur quitte le club.